# Drayton St. Leonard
Drayton St. Leonard est une paroisse civile et un village de l'Oxfordshire, en Angleterre.